# Ergebnisse der Landtagswahlen in der Weimarer Republik
In den folgenden Listen werden alle Ergebnisse der Landtagswahlen in der Weimarer Republik zusammenhängend aufgelistet. Die Länder werden in alphabetischer Reihenfolge aufgeführt. In der jeweils ersten Liste werden die Ergebnisse aller Parteien angegeben, die bei wenigstens einer Wahl mindestens zwei Prozent der gültigen Stimmen erreicht haben. Bei mehrmaligem Überschreiten der Grenze werden auch Ergebnisse ab einem Prozent aufgeführt. In der jeweils zweiten Liste wird die Sitzverteilung dargestellt. Auch die Reichstagswahl vom 5. März 1933 ist für die Wahlergebnisse in den einzelnen Ländern mit Ausnahme Preußens von Bedeutung, da sie die Grundlage für die Sitzverhältnisse in den neuen Landtagen bietet. Um die Landesergebnisse der Reichstagswahl besser vergleichen zu können, werden ihre Ergebnisse in einer gesonderten Liste länderweise noch einmal ausgewiesen.

## Parteien und Parteienbündnisse
- AHB: Anhaltischer Haus- und Grundbesitz
- ANM: Arbeitsgemeinschaft nationaler Mecklenburger: Wahlergebnis 1932 in Mecklenburg-Schwerin bei der DVP
- ASPD: Alte Sozialdemokratische Partei Deutschlands
- AVRP: Aufwertungs- und Volksrechtspartei
- BAG: Bürgerliche Arbeitsgemeinschaft: Wahlergebnis 1923 in Mecklenburg-Strelitz bei der DDP
- BAGM: Bürgerliche Arbeitsgemeinschaft der Mitte: Wahlergebnis 1932 in Mecklenburg-Schwerin bei der DDP
- BBB: Bayerischer Bauernbund
- BBd: Bauernbund: Wahlergebnis 1927 in Braunschweig bei der DDP
- BBP: Badische Bauernpartei
- BdkL: Bund der kleinen Landwirte
- BEL: Bürgerliche Einheitsliste: Wahlergebnis 1919 in Sachsen-Coburg bei der DDP und 1930 in Braunschweig bei der DVP
- BL: Bürgerliche Liste ohne Parteibezeichnung
- BLV: Badisches Landvolk
- BMittP: Bayerische Mittelpartei: Wahlergebnisse 1919 und 1920 in Bayern bei der DNVP
- BNP: Braunschweigisch-Niedersächsische Partei (Welfen)
- BoRef: Bodenreformer
- BPL: Bürgerliche Parteiliste: Wahlergebnis 1921 in Lübeck bei der DDP
- BR: Bodenreform (Mieterschutz, Pachtschutz und Bodenreform)
- BRB: Badischer Rechtsblock: Wahlergebnis 1925 in Baden bei der DNVP
- BSVgg: Berufsständische Vereinigung
- BüB: Bürgerbund
- BüM: Bürgerliche Mitte: Wahlergebnis 1932 in Mecklenburg-Strelitz bei der DVP
- BüVV: Bürgerliche Vereinigung Vegesack: Wahlergebnis 1924 in Bremen bei der DVP
- BVP: Bayerische Volkspartei
- CNBL: Christlich-Nationale Bauern- und Landvolkpartei
- CoBV: Coburger Bauernverein: Wahlergebnisse 1919 in Sachsen-Coburg bei der DDP und 1920 in Bayern bei der DNVP
- CSVD: Christlich-Sozialer Volksdienst
- CVD: Christlicher Volksdienst
- DB: Dorfbund: Wahlergebnis 1920 in Bayern bei der DDP, Wahlergebnis 1924 II in Anhalt bei der DVP
- DBB: Deutscher Bauernbund: Wahlergebnis 1920 in Bayern bei der DDP
- DBl: Deutscher Block
- DDGH: Gewerbe- und Handelsverein: Wahlergebnisse 1920, 1921 und 1923 in Bremen bei der DVP
- DDP: Deutsche Demokratische Partei
- DDPWH: Deutsche Demokratische Partei Württemberg-Hohenzollern: Wahlergebnis 1933 in Württemberg bei der DDP
- DHP: Deutsch-Hannoversche Partei
- DMP: Deutsche Mittelstandspartei
- DNVP: Deutschnationale Volkspartei
- DStP: Deutsche Staatspartei: Wahlergebnisse 1931 bis 1933 bei der DDP
- DtVP: Deutsche Volkspartei (Gründungspartei der DDP): Wahlergebnis 1919 in Bayern bei der DDP
- DV/DN/CD: Deutsche Volkspartei/Deutschnationale/Christlich-Demokratische Volkspartei: Wahlergebnis 1919 in Bremen bei der DVP
- DVFB: Deutschvölkischer Freiheitsblock: Wahlergebnisse 1925 in Oldenburg, 1927 und 1928 in Mecklenburg-Strelitz bei der NSDAP und 1929 in Mecklenburg-Schwerin bei der DNVP
- DVFP: Deutschvölkische Freiheitspartei: Wahlergebnisse 1923 in Bremen und in Mecklenburg-Strelitz bei der NSDAP
- DVP: Deutsche Volkspartei
- DVPP: Deutsche Volkspartei der Pfalz: Wahlergebnis 1920 in Bayern bei der DVP
- DZP: Deutsche Zentrumspartei (Zentrum)
- EL: Einheitsliste: Wahlergebnisse 1925 in Schaumburg-Lippe, 1927 in Bremen bei der DVP und 1927 in Thüringen bei der DNVP
- ENM: Einheitsliste nationaler Mecklenburger: Wahlergebnis 1929 in Mecklenburg-Schwerin bei der DNVP
- EVD: Evangelischer Volksdienst
- EVDB: Evangelischer Volksdienst Baden
- FVkB: Freie Vereinigung der kaufmännischen Büroangestellten
- GB: Gewerkschaftsbund
- GE: Grundeigentümer
- GfV: Gruppe für Volkswohlfahrt (Mieter, Pächter, Sparer, Hypothekengläubiger usw.)
- GT: Gewerbetreibende
- GuHV: Gewerbe- und Handelsverein Vegesack
- HAW: Hermann Abel – Wohnungssuchende
- HB: Hausbesitzer: Wahlergebnis 1922 in Waldeck bei der DNVP
- HBRL: Hessischer Bauernbund und Rheinhessische Landliste
- HGHS: Wirtschaftsvereinigung der Haus- und Grundbesitzer, Hypothekengläubiger und Sparer
- HLRL: Hessischer Landbund und Rheinhessische Landliste: Wahlergebnis 1927 in Hessen bei HBRL
- HLV: Hessisches Landvolk: Wahlergebnis 1932 in Hessen bei der DVP
- HuG: Hausbesitz und Gewerbe: Wahlergebnis 1924 II in Anhalt bei der DVP
- HuGB: Haus- und Grundbesitzer
- HuGt: Handwerker und Gewerbetreibende
- HVB: Hanseatischer Volksbund
- HVP: Hessische Volkspartei: Wahlergebnisse 1919 und 1921 in Hessen bei der DNVP
- HWBG: Hamburger Wirtschaftsbund und verwandte Gruppen
- KFSWR: Kampffront Schwarz-Weiß-Rot: Wahlergebnisse 1933 bei der DNVP
- KPD: Kommunistische Partei Deutschlands
- KPO: Kommunistische Partei-Opposition
- KVP: Konservative Volkspartei
- KVV: Katholische Volksvertretung: Wahlergebnis 1933 I in Lippe beim Zentrum
- LB: Landbund: Wahlergebnisse 1924 in Thüringen und 1925 in Schaumburg-Lippe bei der DVP sowie 1922 in Waldeck, 1927 in Thüringen, 1928 in Schaumburg-Lippe und 1933 bei der DNVP
- LBl: Landesblock: Wahlergebnisse 1925 und 1928 in Oldenburg bei der DVP
- LdK: Liste der Kommunisten: Wahlergebnis 1926 in Sachsen bei der KPD
- LHuG: Lübecker Haus- und Grundbesitzerverein
- LiWV: Lippischer Wählerverband
- LVP: Landvolkpartei: Wahlergebnis 1929 in Mecklenburg-Schwerin bei der DNVP
- LWV: Landeswahlverband: Wahlergebnisse 1918, 1920 und 1922 in Braunschweig und 1919 und 1924 in Bremen bei der DVP
- MBP: Mecklenburgische Bauernpartei: Wahlergebnis 1929 in Mecklenburg-Schwerin beim DB
- MitSP: Mittelstandspartei: Wahlergebnis 1920 in Mecklenburg-Schwerin beim DB
- MSBB: Mecklenburg-Strelitzscher Bauernbund
- MSPD: Mehrheitssozialdemokratische Partei Deutschlands: Wahlergebnis 1920 in Sachsen bei der SPD
- MSWN: Mieterschutz und Wohnungsneubau
- MvwG: Miteinander verbundene wirtschaftliche Gruppen
- NBl: Nationaler Block
- NEL: Nationale Einheitsliste: Wahlergebnis 1932 in Hessen bei der DVP
- NGBV: Neuer Grundbesitzerverein
- NLLP: Nationalliberale Landespartei: Wahlergebnis 1924 in Bayern bei der DVP
- NLP: Nationalliberale Partei: Wahlergebnisse 1919 in Bayern bei der DNVP und 1924 in Bayern bei der DVP
- NSAP: Nationalsozialistische Arbeiterpartei: Wahlergebnis 1927 in Braunschweig bei der NSDAP
- NSB: Nationalsozialistischer Bund: Wahlergebnis 1924 in Hamburg bei der NSDAP
- NSDAP: Nationalsozialistische Deutsche Arbeiterpartei
- NSFB: Nationalsozialistische Freiheitsbewegung: Wahlergebnisse 1924 in Braunschweig, Bremen und Hessen bei der NSDAP und 1927 in Bremen bei der DVP
- NSFP: Nationalsozialistische Freiheitspartei: Wahlergebnis 1924 in Preußen bei der NSDAP
- NV: Nationale Vereinigung: Wahlergebnis 1932 in Oldenburg bei der DVP
- OL: Oldenburgisches Landvolk: Wahlergebnisse 1931 und 1932 in Oldenburg bei der CNBL
- PKVP: Preußische Konservative Volkspartei
- PVP: Preußische Volkspartei
- ReDI: Rein Demokratische Industrieangestellte
- RLB: Reichslandbund
- SAPD: Sozialistische Arbeiterpartei Deutschlands
- SHBLD: Schleswig-Holsteinische Bauern- und Landarbeiterdemokratie
- SLV: Sächsisches Landvolk
- SPD: Sozialdemokratische Partei Deutschlands
- Sth: Stahlhelm: Wahlergebnisse 1933 bei der DNVP
- ThLB: Thüringer Landbund
- ThOB: Thüringer Ordnungsbund: Wahlergebnis 1924 in Thüringen bei der DVP
- UCL: Unparteiisch-Christliche Liste
- USPD: Unabhängige Sozialdemokratische Partei Deutschlands
- V: Völkische: Wahlergebnis 1922 in Braunschweig bei der DVP und 1924 in Lübeck bei der NSDAP
- VB: Völkischer Block: Wahlergebnis 1924 in Bayern bei der NSDAP
- VEBH: Vereinigte Erbpächter, Büdner und Häusler
- VHG: Verband für Handwerk und Gewerbe
- VHGV: Verband der Haus- und Grundbesitzervereine
- VKV: Volkskonservative Vereinigung: Wahlergebnis 1932 in Württemberg bei der DVP
- VLO: Vereinigung der Landwirte Oberschwabens
- VLP: Vereinigte Liberale Parteien: Wahlergebnis 1918 in Mecklenburg-Strelitz bei der DDP
- VNB: Landvolk und Mittelstandsliste
- VNR: Vereinigte Nationale Rechte: Wahlergebnis 1924 in Bayern bei der DNVP
- VNRV: Volksnationale Reichsvereinigung
- VRP: Reichspartei für Volksrecht und Aufwertung/Volksrechtpartei
- VSB: Völkisch-sozialer Block: Wahlergebnis 1924 in Württemberg bei der NSDAP
- VSFB: Völkisch-sozialer Freiheitsblock: Wahlergebnisse 1924 I und II bei der NSDAP
- VSPD: Vereinigte Sozialdemokratische Partei Deutschlands: Wahlergebnis 1922 in Sachsen, 1923/24 in Oldenburg und 1924 in Bayern und in Württemberg bei der SPD
- VV: Vaterländische Verbände: Wahlergebnis 1924 in Thüringen bei der DVP
- VVBP: Vorschlagsliste der vereinigten bürgerlichen Parteien: Wahlergebnis 1919 in Mecklenburg-Strelitz bei der DDP
- VVL: Vereinigte Völkische Liste: Wahlergebnis 1924 in Thüringen bei der NSDAP
- VVRB: Vaterländisch-Völkischer Rechtsblock: Wahlergebnis 1924 in Württemberg bei der DNVP
- WB: Wirtschaftsbund
- WBB: Württembergischer Bauernbund
- WBP: Württembergische Bürgerpartei: Wahlergebnisse 1919, 1920 und 1928 bei der DNVP
- WBWB: Württembergischer Bauern- und Weingärtnerbund
- WEL: Wirtschaftliche Einheitsliste
- WiG: Wirtschaftsgemeinschaft
- WldVB: Waldecker Volksbund
- WLWV: Waldeckischer Landeswahlverband: Wahlergebnis 1919 in Waldeck bei der DNVP
- WP: 1920 bis 1925: Wirtschaftspartei des Deutschen Mittelstandes, ab 1926: Reichspartei des Deutschen Mittelstandes: Wahlergebnis 1924 II in Anhalt bei der DVP
- WSch: Wahlvorschlag Schott
- WSL: Wirtschaftsbund für Stadt und Land
- WV: Wirtschaftliche Verbände
- WVB: Wirtschaftsverbände: Wahlergebnis 1930 in Braunschweig bei der DVP
- WVBM: Wirtschaftliche Vereinigung des Badischen Mittelstandes: Wahlergebnis 1925 in Baden bei der WP
- WVg: Wirtschaftliche Vereinigung: Wahlergebnis 1921 in Baden bei der WP und 1927 in Bremen bei der DVP
- WVgg: Wirtschaftsvereinigung
- WVM: Wirtschaftsverband des Mittelstandes
- WWK: Württembergische Weingärtner und Kleinbauern
- WZP: Württembergische Zentrumspartei
- ZN: Zentrum in Niedersachsen

## Abkürzungen
- Ges.: Gesamt
- Wbt.: Wahlbeteiligung

## Länderergebnisse im Einzelnen
Hinweis
Das Feld der Partei, die bei der jeweiligen Wahl die meisten Stimmen bzw. Sitze erhalten hat, ist farblich gekennzeichnet.

### Anhalt
Stimmenanteile der Parteien in Prozent
| Wahltag       | Wbt. | SPD  | DDP 1  | DNVP 2 | DVP 3 | KPD  | RLB  | NSDAP 4 | AHB   |
| ------------- | ---- | ---- | ------ | ------ | ----- | ---- | ---- | ------- | ----- |
| 515.12.1918 5 | 81,0 | 58,0 | 34,0   | 05,9   |       |      | DNVP |         |       |
| 606.06.1920 6 | 84,9 | 35,8 | 15,7   | 16,9   | 13,4  |      | DNVP |         |       |
| 722.06.1924 7 | 78,8 | 37,0 | 03,5   | 12,2   | 16,0  | 09,5 | 08,4 | 04,1    | 2,1   |
| 09.11.1924    | 86,1 | 40,9 | 07,3   | DVP    | 38,8  | 05,8 | DVP  | 04,1    | DVP   |
| 820.05.1928 8 | 88,1 | 42,5 | 004,24 | 06,7   | 15,5  | 07,5 | 10,9 | 02,1    | 04,15 |
| 24.04.1932    | 89,9 | 34,3 | 01,5   | 05,9   | 03,7  | 09,3 |      | 40,9    | 2,9   |
| 05.03.1933    | 93,8 | 30,8 |        | 08,4   | 01,1  | 11,4 |      | 46,1    |       |

Sitzverteilung
| Jahr      | Ges. | SPD | DDP | DNVP | DVP | USPD | KPD | RLB  | NSDAP | AHB | BR | HuG | WP |
| --------- | ---- | --- | --- | ---- | --- | ---- | --- | ---- | ----- | --- | -- | --- | -- |
| 1918      | 36   | 22  | 12  | 2    |     |      |     | DNVP |       |     |    |     |    |
| 1920      | 36   | 13  | 6   | 6    | 5   | 6    |     | DNVP |       |     |    |     |    |
| I1924 I   | 36   | 13  | 1   | 4    | 6   |      | 4   | 3    | 2     | 1   | 1  | 1   |    |
| II1924 II | 36   | 15  | 3   | DVP  | 14  |      | 2   | DVP  | 1     | DVP | 1  |     |    |
| 1928      | 36   | 15  | 2   | 2    | 6   |      | 3   | 4    | 1     | 2   |    |     | 1  |
| 1932      | 36   | 12  | 1   | 2    | 2   |      | 3   |      | 15    | 1   |    |     |    |
| 1933      | 30   | 9   |     | 3    |     |      | 4   |      | 14    |     |    |     |    |

Fußnoten

### Baden
Stimmenanteile der Parteien in Prozent
| Wahltag       | Wbt. | DZP  | SPD  | DDP 1  | DNVP 2 | DVP | KPD | WP 3  | NSDAP |
| ------------- | ---- | ---- | ---- | ------ | ------ | --- | --- | ----- | ----- |
| 05.01.1919    | 88,1 | 36,6 | 32,1 | 22,8   | 07,0   |     |     |       |       |
| 430.10.1921 4 | 69,1 | 37,9 | 22,7 | 008,46 | 008,45 | 6,0 | 3,9 | 1,3   |       |
| 25.10.1925    | 54,2 | 36,8 | 20,8 | 08,7   | 12,2   | 9,5 | 6,1 | 2,9   | 01,2  |
| 527.10.1929 5 | 61,4 | 36,7 | 20,1 | 06,7   | 03,7   | 8,0 | 5,9 | 03,82 | 07,0  |
| 05.03.1933    | 85,3 | 25,4 | 11,9 | 01,5   | 03,6   | 1,0 | 9,7 |       | 45,4  |

Sitzverteilung
| Jahr | Ges. | DZP | SPD | DDP | DNVP | BLV | DVP | KPD | USPD | WP | NSDAP | EVDB | BBP |
| ---- | ---- | --- | --- | --- | ---- | --- | --- | --- | ---- | -- | ----- | ---- | --- |
| 1919 | 107  | 39  | 36  | 25  | 7    |     |     |     |      |    |       |      |     |
| 1921 | 86   | 34  | 20  | 7   | 7    | 7   | 5   | 3   | 2    | 1  |       |      |     |
| 1925 | 72   | 28  | 16  | 6   | 8    |     | 7   | 4   |      | 3  |       |      |     |
| 1929 | 88   | 34  | 18  | 6   | 3    |     | 7   | 5   |      | 3  | 6     | 3    | 3   |
| 1933 | 63   | 17  | 8   |     | 2    |     |     | 6   |      |    | 30    |      |     |

Fußnoten

### Bayern
Stimmenanteile der Parteien in Prozent
| Wahltag       | Wbt. | BVP  | SPD 1 | DDP 2  | BB   | DNVP 3 | USPD | DVP 4 | NSDAP 5 | KPD |
| ------------- | ---- | ---- | ----- | ------ | ---- | ------ | ---- | ----- | ------- | --- |
| 12.01.1919    | 86,3 | 35,0 | 33,0  | 14,0   | 09,1 | 05,8   | 02,5 |       |         |     |
| 606.06.1920 6 | 75,5 | 39,0 | 16,5  | 08,3   | 07,8 | 10,2   | 12,9 | 3,5   |         | 1,7 |
| 706.04.1924 7 | 71,8 | 32,8 | 17,2  | 03,2   | 07,1 | 09,4   |      | 1,2   | 17,1    | 8,3 |
| 820.05.1928 8 | 74,1 | 31,6 | 24,2  | 003,28 | 11,5 | 09,3   |      | 03,31 | 06,1    | 3,8 |
| 24.04.1932    | 79,0 | 32,6 | 15,4  |        | 06,5 | 03,3   |      | 1,7   | 32,5    | 6,6 |
| 05.03.1933    | 88,4 | 27,2 | 15,5  |        | 02,3 | 04,1   |      |       | 43,1    | 6,3 |

Sitzverteilung
| Jahr | Gesamt | BVP | SPD | DDP | BB | DNVP | USPD | DVP | KPD | NSDAP | DZP | BGK |
| ---- | ------ | --- | --- | --- | -- | ---- | ---- | --- | --- | ----- | --- | --- |
| 1919 | 180    | 66  | 61  | 25  | 16 | 9    | 3    |     |     |       |     |     |
| 1920 | 158    | 65  | 26  | 13  | 12 | 15   | 20   | 5   | 2   |       |     |     |
| 1924 | 129    | 46  | 23  | 3   | 10 | 11   |      | 1   | 9   | 23    | 2   | 1   |
| 1928 | 128    | 46  | 34  |     | 17 | 13   |      | 4   | 5   | 9     |     |     |
| 1932 | 128    | 45  | 20  |     | 9  | 3    |      |     | 8   | 43    |     |     |
| 1933 | 110    | 30  | 17  |     | 3  | 5    |      |     | 7   | 48    |     |     |

Fußnoten

### Braunschweig
Stimmenanteile der Parteien in Prozent
| Wahltag       | Wbt. | SPD  | DVP 1  | USPD   | DDP 2 | KPD | DNVP 3 | NSDAP 4 |
| ------------- | ---- | ---- | ------ | ------ | ----- | --- | ------ | ------- |
| 22.12.1918    | 70,4 | 27,7 | 26,2   | 24,3   | 21,8  |     | DVP    |         |
| 16.05.1920    | 76,6 | 14,8 | 037,32 | 037,31 | 09,5  | 1,0 | DVP    |         |
| 22.01.1922    | 86,4 | 19,8 | 38,0   | 27,6   | 10,7  | 4,0 | DVP    |         |
| 507.12.1924 5 | 85,9 | 37,4 | 17,2   |        | 05,3  | 4,5 | 18,5   | 03,4    |
| 627.11.1927 6 | 83,1 | 46,2 | 14,3   |        | 04,6  | 4,7 | 09,4   | 03,7    |
| 14.09.1930    | 89,3 | 41,0 | 26,0   |        | 03,0  | 6,8 | DVP    | 22,2    |
| 05.03.1933    | 92,0 | 30,5 | 01,4   |        |       | 8,8 | 07,6   | 49,0    |

Sitzverteilung
| Jahr | Gesamt | SPD | DVP | USPD | DDP | KPD | DNVP | WEL | NSDAP | BNP | WVM | HuGB |
| ---- | ------ | --- | --- | ---- | --- | --- | ---- | --- | ----- | --- | --- | ---- |
| 1918 | 60     | 17  | 16  | 14   | 13  |     | DVP  |     |       |     |     |      |
| 1920 | 60     | 9   | 23  | 23   | 5   |     | DVP  |     |       |     |     |      |
| 1922 | 60     | 12  | 23  | 17   | 6   | 2   | DVP  |     |       |     |     |      |
| 1924 | 48     | 19  | 9   |      | 2   | 2   | 10   | 4   | 1     | 1   |     |      |
| 1927 | 48     | 24  | 8   |      | 2   | 2   | 5    |     | 1     |     | 4   | 2    |
| 1930 | 40     | 17  | 11  |      | 1   | 2   | DVP  |     | 9     |     |     |      |
| 1933 | 56     | 18  |     |      |     | 5   | 4    |     | 29    |     |     |      |

Fußnoten

### Bremen
Stimmenanteile der Parteien in Prozent
| Wahltag       | Wbt. | SPD  | DDP 1 | USPD | DVP 2 | KPD  | DNVP 3 | WV    | NSDAP 4 | HB  | DZP |
| ------------- | ---- | ---- | ----- | ---- | ----- | ---- | ------ | ----- | ------- | --- | --- |
| 509.03.1919 5 | 78,2 | 32,7 | 19,9  | 19,3 | 12,9  | 07,7 | DVP    |       |         |     | 1,7 |
| 06.06.1920    | 83,7 | 18,2 | 13,9  | 30,7 | 21,7  | 04,4 | 005,44 | 05,37 |         |     |     |
| 20.02.1921    | 83,4 | 22,2 | 16,7  | 19,6 | 25,2  | 06,2 | 05,3   | 4,9   |         |     |     |
| 18.11.1923    | 79,4 | 29,1 | 12,7  |      | 22,4  | 16,0 | 09,2   | 4,5   | 06,2    |     |     |
| 07.12.1924    | 80,1 | 36,2 | 11,8  |      | 20,2  | 08,8 | 09,0   |       | 04,1    | 6,9 | 2,0 |
| 13.11.1927    | 83,4 | 40,3 | 10,1  |      | 28,8  | 09,6 | DVP    |       | DVP     | 7,7 | 2,0 |
| 30.11.1930    | 77,8 | 31,0 | 04,1  |      | 12,5  | 10,7 | 05,7   |       | 25,4    | 4,3 | 2,1 |
| 05.03.1933    | 89,2 | 30,3 | 01,0  |      | 05,4  | 13,2 | 14,5   |       | 32,7    |     | 2,3 |

Sitzverteilung
| Jahr | Ges. | SPD | DDP | U SPD | DVP | KPD | BS Vgg | DZP | GuHV | REDI | FVkB | DNVP | WV | NS DAP | HB | Bo Ref | WP | KVP |
| ---- | ---- | --- | --- | ----- | --- | --- | ------ | --- | ---- | ---- | ---- | ---- | -- | ------ | -- | ------ | -- | --- |
| 1919 | 200  | 67  | 39  | 38    | 27  | 15  | 7      | 3   | 2    | 1    | 1    |      |    |        |    |        |    |     |
| 1920 | 120  | 22  | 17  | 37    | 27  | 5   |        |     |      |      |      | 6    | 6  |        |    |        |    |     |
| 1921 | 120  | 28  | 20  | 23    | 32  | 6   |        |     |      |      |      | 6    | 5  |        |    |        |    |     |
| 1923 | 120  | 36  | 15  |       | 29  | 18  |        |     |      |      |      | 10   | 5  | 7      |    |        |    |     |
| 1924 | 120  | 46  | 14  |       | 26  | 9   |        | 2   |      |      |      | 10   |    | 4      | 8  | 1      |    |     |
| 1927 | 120  | 50  | 12  |       | 36  | 10  |        | 2   |      |      |      | DVP  |    | DVP    | 9  | 1      |    |     |
| 1930 | 120  | 40  | 5   |       | 15  | 12  |        | 2   |      |      |      | 6    |    | 32     | 5  |        | 2  | 1   |
| 1933 | 96   | 32  |     |       | 6   | 12  |        | 1   |      |      |      | 13   |    | 32     |    |        |    |     |

Fußnoten
1919: LWV (DVP und DNVP in Bremen): 12,1 %, 25 Sitze, DV/DN/CD in Bremerhaven: 0,9 %, 2 Sitze,
1920: DVP in Bremen: 18,0 %, 21 Sitze, DVP/DNVP in Bremerhaven: 1,7 %, 2 Sitze, DVP/DNVP im Landgebiet: 1,3 %, 2 Sitze, DVP/DNVP/DDGH in Vegesack: 0,8 %, 2 Sitze,
1921: DVP in Bremen: 20,9 %, 25 Sitze, DVP/DNVP/Z in Bremerhaven: 2,2 %, 3 Sitze, DVP/DNVP im Landgebiet: 1,3 %, 2 Sitze, DDGH in Vegesack: 0,8 %, 2 Sitze,
1923: DVP in Bremen: 18,6 %, 22 Sitze, DVP/DNVP in Bremerhaven: 1,8 %, 3 Sitze, DVP/DNVP im Landgebiet: 1,2 %, 2 Sitze, DDGH in Vegesack: 0,7 %, 2 Sitze,
1924: DVP in Bremen: 15,7 %, 19 Sitze, DVP/DNVP in Bremerhaven: 2,8 %, 4 Sitze, LWV im Landgebiet: 1,0 %, 1 Sitz, BüVV in Vegesack: 0,6 %, 1 Sitz,
1927: EL (DVP, DNVP, NSFB, WVg), 1930 und 1933: DVP

### Coburg
→ Thüringische Länder

### Hamburg
Stimmenanteile der Parteien in Prozent
| Wahltag       | Wbt. | SPD  | DDP 1 | DVP  | HWBG 2 | DNVP 3 | KPD  | NSDAP 4 | MitSP |
| ------------- | ---- | ---- | ----- | ---- | ------ | ------ | ---- | ------- | ----- |
| 516.03.1919 5 | 80,6 | 50,5 | 20,5  | 08,4 | 8,2    | 02,9   |      |         |       |
| 20.02.1921    | 70,9 | 40,6 | 14,1  | 13,9 | 5,7    | 11,3   | 11,0 |         |       |
| 26.10.1924    | 66,1 | 32,4 | 13,2  | 14,0 |        | 17,0   | 14,7 | 02,5    |       |
| 09.10.1927    | 75,1 | 38,1 | 10,1  | 11,2 |        | 15,2   | 17,0 | 01,5    | 4,0   |
| 19.02.1928    | 78,8 | 35,9 | 12,8  | 12,5 |        | 13,7   | 16,6 | 02,2    | 2,9   |
| 27.09.1931    | 83,8 | 27,8 | 08,7  | 04,8 |        | 05,6   | 21,9 | 26,2    |       |
| 24.04.1932    | 81,6 | 30,2 | 11,2  | 03,2 |        | 04,3   | 16,0 | 31,2    |       |
| 05.03.1933    | 88,4 | 26,9 | 03,5  | 02,4 |        | 08,0   | 17,6 | 38,8    |       |

Sitzverteilung
| Jahr | Ges. | SPD | DDP | DVP | U SPD | H WBG | DN VP | GE | DZP | KPD | NS DAP | MS WN | GT | HAW | Mit SP | VRP | WP | CS VD |
| ---- | ---- | --- | --- | --- | ----- | ----- | ----- | -- | --- | --- | ------ | ----- | -- | --- | ------ | --- | -- | ----- |
| 1919 | 160  | 82  | 33  | 13  | 13    | 9     | 4     | 4  | 2   |     |        |       |    |     |        |     |    |       |
| 1921 | 160  | 67  | 23  | 23  | 2     | 5     | 18    | 3  | 2   | 17  |        |       |    |     |        |     |    |       |
| 1924 | 160  | 53  | 21  | 23  |       |       | 28    |    | 2   | 24  | 4      | 2     | 2  | 1   |        |     |    |       |
| 1927 | 160  | 63  | 16  | 18  |       |       | 25    |    | 2   | 27  | 2      |       |    |     | 6      | 1   |    |       |
| 1928 | 160  | 60  | 21  | 20  |       |       | 22    |    | 2   | 27  | 3      |       |    |     | 4      | 1   |    |       |
| 1931 | 160  | 46  | 14  | 7   |       |       | 9     |    | 2   | 35  | 43     |       |    |     |        |     | 2  | 2     |
| 1932 | 160  | 49  | 18  | 5   |       |       | 7     |    | 2   | 26  | 51     |       |    |     |        |     | 1  | 1     |
| 1933 | 128  | 35  | 4   | 3   |       |       | 10    |    | 2   | 22  | 51     |       |    |     |        |     |    | 1     |

Fußnoten

### Hessen
Stimmenanteile der Parteien in Prozent
| Wahltag       | Wbt. | SPD  | DDP 1    | DZP  | DVP 2 | DNVP 3  | LB 4 | KPD  | NSDAP 5 |
| ------------- | ---- | ---- | -------- | ---- | ----- | ------- | ---- | ---- | ------- |
| 26.01.1919    | 81,2 | 44,5 | 18,9     | 17,6 | 10,1  | 7,4     |      |      |         |
| 27.11.1921    | 67,0 | 32,6 | 07,3     | 17,4 | 14,6  | 5,3     | 15,1 | 03,9 |         |
| 07.12.1924    | 75,3 | 35,2 | 08,5     | 16,1 | 11,8  | 7,0     | 13,2 | 05,4 | 01,4    |
| 613.11.1927 6 | 54,7 | 32,6 | 07,8     | 17,7 | 10,7  | 04,97   | 12,7 | 08,6 |         |
| 715.11.1931 7 | 83,1 | 21,4 | 0001,383 | 14,3 | 02,3  | 001,378 |      | 13,6 | 37,1    |
| 19.06.1932    | 78,4 | 23,1 | DVP      | 14,5 | 03,4  | 1,5     |      | 11,0 | 44,0    |
| 05.03.1933    | 90,6 | 21,7 | DVP      | 13,6 | 01,7  | 2,9     |      | 10,9 | 47,4    |

Sitzverteilung
| Jahr    | Ges. | SPD | DDP | DZP | DVP | DNVP | USPD | LB | KPD | NSDAP | VRP | KPO | HLV | CSVD |
| ------- | ---- | --- | --- | --- | --- | ---- | ---- | -- | --- | ----- | --- | --- | --- | ---- |
| 1919    | 70   | 31  | 13  | 13  | 7   | 5    | 1    |    |     |       |     |     |     |      |
| 1921    | 70   | 24  | 5   | 13  | 10  | 3    | 2    | 11 | 2   |       |     |     |     |      |
| 1924    | 70   | 26  | 6   | 11  | 8   | 5    |      | 9  | 4   | 1     |     |     |     |      |
| 1927    | 70   | 24  | 5   | 13  | 7   | 3    |      | 9  | 6   |       | 3   |     |     |      |
| 1931    | 70   | 15  | 1   | 10  | 1   | 1    |      |    | 10  | 27    |     | 2   | 2   | 1    |
| 81932 8 | 70   | 17  | DVP | 10  | 2   | 1    |      |    | 7   | 32    |     | 1   |     |      |
| 1933    | 50   | 11  |     | 7   |     | 1    |      |    | 5   | 26    |     |     |     |      |

Fußnoten

### Lippe
Stimmenanteile der Parteien in Prozent
| Wahltag       | Wbt. | SPD  | DNVP 1 | DDP  | DVP 2 | GB  | KPD  | NSDAP | DZP 3 | EVD |
| ------------- | ---- | ---- | ------ | ---- | ----- | --- | ---- | ----- | ----- | --- |
| 426.01.1919 4 | 88,0 | 50,1 | 22,3   | 19,8 |       |     |      |       |       |     |
| 523.01.1921 5 | 88,5 | 32,7 | 22,8   | 11,5 | 19,6  | 5,7 | 04,7 |       |       |     |
| 618.01.1925 6 | 94,5 | 34,3 | 25,4   | 08,1 | 15,7  | 5,2 | 04,2 |       | DVP   |     |
| 706.01.1929 7 | 76,3 | 39,0 | 11,8   | 05,6 | 12,4  |     | 06,2 | 03,4  | 2,9   |     |
| 15.01.1933    | 85,1 | 30,1 | 06,1   |      | 04,4  |     | 11,2 | 39,5  | 2,6   | 4,6 |
| 05.03.1933    | 88,8 | 28,0 | 06,9   |      | 03,1  |     | 08,2 | 47,1  | 2,4   | 3,7 |

Sitzverteilung
| Jahr      | Ges. | SPD | DNVP1 | DDP | LiWV | DVP2 | GB | KPD | HGHS | CNBL | WP | VRP | NSDAP | EVD |
| --------- | ---- | --- | ----- | --- | ---- | ---- | -- | --- | ---- | ---- | -- | --- | ----- | --- |
| 1919      | 21   | 11  | 5     | 4   | 1    |      |    |     |      |      |    |     |       |     |
| 1921      | 21   | 8   | 5     | 2   |      | 4    | 1  | 1   |      |      |    |     |       |     |
| 1925      | 21   | 8   | 6     | 1   |      | 3    | 1  | 1   | 1    |      |    |     |       |     |
| 1929      | 21   | 9   | 3     | 1   |      | 3    |    | 1   |      | 2    | 1  | 1   |       |     |
| I1933 I   | 21   | 7   | 1     |     |      | 1    |    | 2   |      |      |    |     | 9     | 1   |
| II1933 II | 18   | 6   | 1     |     |      |      |    | 1   |      |      |    |     | 10    |     |

Fußnoten

### Lübeck
Stimmenanteile der Parteien in Prozent
| Wahltag       | Wbt. | SPD  | DDP 1 | DNVP 2 | KPD  | NSDAP 3 | HVB  | DVP |
| ------------- | ---- | ---- | ----- | ------ | ---- | ------- | ---- | --- |
| 09.02.1919    | 81,2 | 52,5 | 36,3  | 11,2   |      |         |      |     |
| 413.11.1921 4 | 79,3 | 48,7 | 31,1  |        | 06,8 |         |      |     |
| 510.02.1924 5 | 87,3 | 34,4 | 08,9  |        | 12,1 | 07,4    |      |     |
| 14.11.1926    | 86,0 | 42,9 | 02,3  |        | 06,4 |         | 44,4 |     |
| 10.11.1929    | 85,0 | 42,4 | 03,3  |        | 08,6 | 08,1    | 35,5 |     |
| 613.11.1932 6 | 86,6 | 36,3 | 01,6  | 04,5   | 11,9 | 33,1    |      | 6,0 |
| 05.03.1933    | 92,0 | 38,3 | 01,0  | 06,9   | 08,2 | 42,8    |      | 2,5 |

Sitzverteilung
| Jahr    | Ges. | SPD | DDP | DNVP | NGBV | KPD | WiG | GE | NSDAP | HVB | VRP | DZP | LHuG | DVP |
| ------- | ---- | --- | --- | ---- | ---- | --- | --- | -- | ----- | --- | --- | --- | ---- | --- |
| 71919 7 | 80   | 42  | 29  | 9    |      |     |     |    |       |     |     |     |      |     |
| 1921    | 80   | 39  | 29  |      | 6    | 6   |     |    |       |     |     |     |      |     |
| 1924    | 80   | 28  | 7   |      |      | 10  | 21  | 8  | 6     |     |     |     |      |     |
| 1926    | 80   | 35  | 2   |      |      | 5   |     |    |       | 36  | 1   | 1   |      |     |
| 1929    | 80   | 34  | 2   |      |      | 7   |     |    | 6     | 29  |     | 1   | 1    |     |
| 1932    | 80   | 29  | 1   | 4    |      | 9   |     |    | 27    |     |     | 1   | 4    | 5   |
| 1933    | 50   | 20  |     | 3    |      | 4   |     |    | 22    |     |     |     |      | 1   |

Fußnoten

### Mecklenburg-Schwerin
Stimmenanteile der Parteien in Prozent
| Wahltag       | Wbt. | SPD  | DDP 1 | DNVP 2 | DB 3 | DVP 4 | KPD  | DVFB | WP   | GfV | NSDAP |
| ------------- | ---- | ---- | ----- | ------ | ---- | ----- | ---- | ---- | ---- | --- | ----- |
| 26.01.1919    | 85,5 | 47,9 | 27,3  | 13,1   | 7,4  | 04,3  |      |      |      |     |       |
| 513.06.1920 5 | 83,7 | 39,9 | 06,9  | 22,1   | 7,6  | 15,4  |      |      |      |     |       |
| 613.03.1921 6 | 85,1 | 43,7 | 04,3  | 22,2   | 5,9  | 17,5  | 04,6 |      |      |     |       |
| 17.02.1924    | 81,6 | 22,8 | 03,6  | 28,9   |      | 07,3  | 13,6 | 19,3 |      |     |       |
| 06.06.1926    | 69,4 | 39,9 | 03,0  | 22,6   |      | 08,4  | 06,6 | 09,4 | 05,8 | 2,6 | 01,7  |
| 22.05.1927    | 76,1 | 40,7 | 02,9  | 22,0   |      | 07,9  | 05,1 | 05,7 | 10,7 | 3,2 | 01,8  |
| 23.06.1929    | 74,5 | 38,3 | 02,9  | 44,6   | 2,6  | DNVP  | 05,2 | DNVP | DNVP | 2,4 | 04,0  |
| 05.06.1932    | 80,3 | 30,0 | 02,2  | 09,1   |      | 02,1  | 07,4 |      | DVP  | DDP | 49,0  |
| 05.03.1933    | 88,5 | 24,5 |       | 16,8   |      | 01,1  | 07,3 |      |      |     | 48,5  |

Sitzverteilung
| Jahr | Ges. | SPD | DDP | DNVP | DB | DVP  | USPD | KPD | WIB | DVFB | WSL | WP   | GfV | NSDAP |
| ---- | ---- | --- | --- | ---- | -- | ---- | ---- | --- | --- | ---- | --- | ---- | --- | ----- |
| 1919 | 64   | 32  | 17  | 10   | 3  | 2    |      |     |     |      |     |      |     |       |
| 1920 | 64   | 26  | 4   | 14   | 5  | 10   | 5    |     |     |      |     |      |     |       |
| 1921 | 67   | 28  | 3   | 15   | 4  | 12   |      | 3   | 2   |      |     |      |     |       |
| 1924 | 64   | 15  | 2   | 19   |    | 5    |      | 9   |     | 13   | 1   |      |     |       |
| 1926 | 50   | 20  | 2   | 12   |    | 4    |      | 3   |     | 5    |     | 3    | 1   |       |
| 1927 | 52   | 21  | 2   | 11   |    | 4    |      | 3   |     | 3    |     | 6    | 2   |       |
| 1929 | 51   | 20  | 1   | 23   | 1  | DNVP |      | 3   |     | DNVP |     | DNVP | 1   | 2     |
| 1932 | 59   | 18  | 1   | 5    |    | 1    |      | 4   |     |      |     | DVP  | DDP | 30    |
| 1933 | 48   | 12  |     | 8    |    |      |      | 4   |     |      |     |      |     | 24    |

Fußnoten

### Mecklenburg-Strelitz
Stimmenanteile der Parteien in Prozent
| Wahltag       | Wbt. | SPD  | DDP 1 | HuGt | DNVP 2 | KPD  | NSDAP 3 | DVP 4 | BdkL | VHG  | VHGV |
| ------------- | ---- | ---- | ----- | ---- | ------ | ---- | ------- | ----- | ---- | ---- | ---- |
| 515.12.1918 5 | 75,6 | 50,2 | 39,9  | 04,8 |        |      |         |       |      |      |      |
| 30.03.1919    | 76,5 | 48,6 | 51,4  | DDP  |        |      |         |       |      |      |      |
| 616.05.1920 6 | 85,9 | 42,9 | 11,7  | 14,7 |        |      |         |       |      |      |      |
| 08.07.1923    | 76,0 | 22,7 | 14,5  |      | 24,1   | 20,4 | 08,8    | 5,5   | 4,0  |      |      |
| 03.07.1927    | 69,0 | 33,5 | 06,7  |      | 22,8   | 09,1 | 05,0    | 4,4   | 3,9  | 10,1 | 3,4  |
| 729.01.1928 7 | 76,2 | 37,9 | 04,6  |      | 20,8   | 07,0 | 03,8    | 3,6   |      | 10,1 | 3,0  |
| 13.03.1932    | 86,4 | 26,9 | DVP   |      | 31,0   | 09,1 | 23,9    | 5,1   |      | DVP  | 2,7  |
| 05.03.1933    | 86,4 | 22,6 |       |      | 15,9   | 07,1 | 51,6    |       |      |      |      |

Sitzverteilung
| Jahr | Ges. | SPD | DDP | HuGt | MS BB | WVg | U SPD | DN VP | KPD | NS DAP | DVP | Bd kL | VHG | V HGV | A VRP | VE BH |
| ---- | ---- | --- | --- | ---- | ----- | --- | ----- | ----- | --- | ------ | --- | ----- | --- | ----- | ----- | ----- |
| 1918 | 42   | 21  | 18  | 2    | 1     |     |       |       |     |        |     |       |     |       |       |       |
| 1919 | 35   | 17  | 18  | DDP  |       |     |       |       |     |        |     |       |     |       |       |       |
| 1920 | 36   | 16  | 4   | 5    |       | 10  | 1     |       |     |        |     |       |     |       |       |       |
| 1923 | 35   | 8   | 5   |      |       |     |       | 9     | 7   | 3      | 2   | 1     |     |       |       |       |
| 1927 | 35   | 12  | 2   |      |       |     |       | 10    | 3   | 1      | 1   | 1     | 4   | 1     |       |       |
| 1928 | 35   | 13  | 2   |      |       |     |       | 8     | 3   | 1      | 1   |       | 4   | 1     | 1     | 1     |
| 1932 | 35   | 10  | DVP |      |       |     |       | 11    | 3   | 9      | 1   |       | DVP | 1     |       |       |
| 1933 | 16   | 4   |     |      |       |     |       | 2     | 1   | 9      |     |       |     |       |       |       |

Fußnoten

### Oldenburg
Besonderheiten
Zu den Wahlen 1919 und 1920 traten nicht Parteien an. Es mussten Wahlvorschläge eingereicht werden, die aber den jeweiligen Parteien zugeordnet werden konnten. Es waren dies:
- für die DDP: 1919 die Wahlvorschläge Tantzen-Heering, Steenbock und Dörr (letzterer als Vereinigte Bürgerliche), 1920 die Wahlvorschläge Tantzen und Steenbock
- für die DNVP: 1919 und 1920 die Wahlvorschläge Müller und Dohm
- für die DVP: 1919 die Wahlvorschläge Dannemann und Gentz, 1920 die Wahlvorschläge Dannemann und Weyand (letzterer als Wahlvorschlag von Bauernbund, DDP und DVP)
- für die DZP: 1919 und 1920 die Wahlvorschläge Driver (CVP) und Hartong (DZP)
- für die KPD: 1920 der Wahlvorschlag Mayer
- für die SPD: 1919 die Wahlvorschläge Meyer, Fick und Hug, 1920 die Wahlvorschläge Meyer, Ketelhohn und Zehetmair

Stimmenanteile der Parteien in Prozent
| Wahltag       | Wbt. | SPD 1 | DDP 2  | DZP  | DVP 3  | DNVP 4 | KPD | NSDAP 5 | CNBL 6 |
| ------------- | ---- | ----- | ------ | ---- | ------ | ------ | --- | ------- | ------ |
| 23.02.1919    | 66,6 | 33,4  | 31,1   | 22,0 | 11,4   | 02,1   |     |         |        |
| 706.06.1920 7 | 79,8 | 21,4  | 14,6   | 20,2 | 23,7   | 04,6   | 1,3 |         |        |
| 810.06.1923 8 | 69,5 | 23,8  | 18,3   | 20,4 | 20,7   | 06,3   | 6,5 |         |        |
| 24.05.1925    | 55,0 | 22,5  | 13,7   | 24,4 | 34,6   | DVP    | 2,0 | 02,5    |        |
| 920.05.1928 9 | 70,1 | 28,9  | 10,7   | 17,1 | 17,7   | DVP    | 3,7 | 07,5    | 6,2    |
| 17.05.1931    | 74,9 | 20,9  | 03,2   | 17,6 | 04,1   | 04,8   | 7,2 | 37,2    | 2,1    |
| 29.05.1932    | 75,6 | 18,8  | 02,3   | 15,5 |        | 05,8   | 5,7 | 48,4    | 2,2    |
| 05.03.1933    | 88,6 | 18,2  | 001,10 | 14,8 | 001,13 | 11,4   | 6,4 | 46,5    |        |

Sitzverteilung
| Jahr      | Gesamt | SPD | DDP | Zentrum | DVP | USPD | DNVP | Bauern | KPD | NSDAP | CNBL | WVg- WP | VNB |
| --------- | ------ | --- | --- | ------- | --- | ---- | ---- | ------ | --- | ----- | ---- | ------- | --- |
| 1919      | 48     | 16  | 15  | 11      | 5   |      | 1    |        |     |       |      |         |     |
| 1920      | 48     | 11  | 6   | 10      | 13  | 5    | 2    | 1      |     |       |      |         |     |
| 101923 10 | 48     | 12  | 9   | 10      | 12  |      | 3    |        | 2   |       |      |         |     |
| 111924 11 | 48     | 12  | 9   | 10      | 11  |      | 3    |        | 3   |       |      |         |     |
| 1925      | 40     | 9   | 5   | 10      | 15  |      | DVP  |        |     | 1     |      |         |     |
| 1928      | 48     | 15  | 5   | 9       | 9   |      | DVP  |        | 1   | 3     | 3    | 2       | 1   |
| 1931      | 48     | 11  | 1   | 9       | 2   |      | 2    |        | 3   | 19    | 1    |         |     |
| 1932      | 46     | 9   | 1   | 7       |     |      | 2    |        | 2   | 24    | 1    |         |     |
| 1933      | 36     | 7   |     | 5       |     |      | 4    |        | 2   | 18    |      |         |     |

Fußnoten

### Preußen
Stimmenanteile der Parteien in Prozent
| Wahltag       | Wbt. | SPD  | DZP  | DDP 1 | DNVP | USPD | DVP  | KPD  | NSDAP 2 | WP  |
| ------------- | ---- | ---- | ---- | ----- | ---- | ---- | ---- | ---- | ------- | --- |
| 26.01.1919    | 84,2 | 36,4 | 20,6 | 16,2  | 11,2 | 7,4  | 05,7 |      |         |     |
| 320.02.1921 3 | 77,2 | 25,9 | 17,9 | 06,1  | 17,7 | 6,4  | 14,0 | 07,4 |         |     |
| 07.12.1924    | 78,6 | 24,9 | 17,6 | 05,9  | 23,7 |      | 09,8 | 09,6 | 02,5    | 2,4 |
| 20.05.1928    | 76,2 | 29,0 | 14,5 | 04,4  | 17,4 |      | 08,5 | 11,9 | 01,8    | 4,5 |
| 24.04.1932    | 82,1 | 21,2 | 15,3 | 01,5  | 06,9 |      | 01,5 | 12,8 | 36,3    |     |
| 05.03.1933    | 88,7 | 16,6 | 14,1 |       | 08,8 |      | 01,0 | 13,2 | 43,2    |     |

Sitzverteilung
| Jahr    | Ges. | SPD | DZP | DDP | DN VP | U SPD | DVP | DHP | SH BLD | KPD | WP | PK VP | NS DAP | CN BL | ZN | VNB | VRP | CS VD |
| ------- | ---- | --- | --- | --- | ----- | ----- | --- | --- | ------ | --- | -- | ----- | ------ | ----- | -- | --- | --- | ----- |
| 1919    | 402  | 145 | 89  | 65  | 48    | 24    | 23  | 7   | 1      |     |    |       |        |       |    |     |     |       |
| 41921 4 | 428  | 114 | 84  | 26  | 75    | 28    | 58  | 8   |        | 31  | 4  |       |        |       |    |     |     |       |
| 51922 5 | 421  | 108 | 79  | 26  | 76    | 27    | 59  | 8   |        | 32  | 4  |       |        |       |    |     |     |       |
| 1924    | 450  | 114 | 81  | 27  | 109   |       | 45  | 6   |        | 44  | 11 | 2     | 11     |       |    |     |     |       |
| 1928    | 450  | 137 | 68  | 21  | 82    |       | 40  | 4   |        | 56  | 21 |       | 6      | 8     | 3  | 2   | 2   |       |
| 1932    | 423  | 94  | 67  | 2   | 31    |       | 7   | 1   |        | 57  |    |       | 162    |       |    |     |     | 2     |
| 1933    | 476  | 80  | 68  | 3   | 43    |       | 3   | 2   |        | 63  |    |       | 211    |       |    |     |     | 3     |

Fußnoten

### Reuß, Reuß ältere Linie, Reuß jüngere Linie
→ Thüringische Länder

### Sachsen
Stimmenanteile der Parteien in Prozent
| Wahltag       | Wbt. | SPD 1 | DDP 2 | USPD 3 | DNVP 4 | DVP  | KPD 5  | WP   | VRP   | SLV | NSDAP  |
| ------------- | ---- | ----- | ----- | ------ | ------ | ---- | ------ | ---- | ----- | --- | ------ |
| 02.02.1919    | 74,4 | 41,6  | 22,9  | 16,3   | 14,3   | 03,9 |        |      |       |     |        |
| 14.11.1920    | 70,9 | 28,3  | 07,7  | 16,8   | 21,0   | 18,6 | 05,7   |      |       |     |        |
| 05.11.1922    | 82,4 | 41,8  | 08,4  |        | 19,0   | 18,7 | 10,5   |      |       |     |        |
| 631.10.1926 6 | 71,9 | 32,1  | 04,7  |        | 014,47 | 12,4 | 014,52 | 10,1 | 04,18 |     | 01,6   |
| 712.05.1929 7 | 77,6 | 34,2  | 04,3  |        | 08,1   | 13,4 | 12,8   | 11,3 | 2,6   | 5,2 | 004,96 |
| 822.06.1930 8 | 73,6 | 33,4  | 03,2  |        | 04,8   | 08,7 | 13,6   | 10,6 | 1,7   | 4,6 | 14,4   |
| 05.03.1933    | 91,6 | 26,3  | 01,2  |        | 06,5   | 01,8 | 16,5   |      |       |     | 45,0   |

Sitzverteilung
| Jahr | Ges. | SPD | DDP | USPD | DNVP | DVP | KPD | DZP | WP | VRP | ASPD | NSDAP | SLV | CSVD | VNRV |
| ---- | ---- | --- | --- | ---- | ---- | --- | --- | --- | -- | --- | ---- | ----- | --- | ---- | ---- |
| 1919 | 96   | 42  | 22  | 15   | 13   | 4   |     |     |    |     |      |       |     |      |      |
| 1920 | 96   | 27  | 8   | 16   | 20   | 18  | 6   | 1   |    |     |      |       |     |      |      |
| 1922 | 96   | 40  | 8   |      | 19   | 19  | 10  |     |    |     |      |       |     |      |      |
| 1926 | 96   | 31  | 5   |      | 14   | 12  | 14  |     | 10 | 4   | 4    | 2     |     |      |      |
| 1929 | 96   | 33  | 4   |      | 8    | 13  | 12  |     | 11 | 3   | 2    | 5     | 5   |      |      |
| 1930 | 96   | 32  | 3   |      | 5    | 8   | 13  |     | 10 | 2   |      | 14    | 5   | 2    | 2    |
| 1933 | 85   | 22  | 1   |      | 6    | 2   | 14  | 1   |    |     |      | 38    |     | 1    |      |

Fußnoten

### Sachsen-Altenburg, Sachsen-Gotha, Sachsen-Meiningen, Sachsen-Weimar-Eisenach
→ Thüringische Länder

### Schaumburg-Lippe
Besonderheiten
Zur Wahl 1919 traten nicht Parteien an. Es mussten Wahlvorschläge eingereicht werden, die aber in der Regel den jeweiligen Parteien zugeordnet werden konnten. Es waren dies:
- für die SPD der Wahlvorschlag I
- für die DDP der Wahlvorschlag II
- für die DNVP der Wahlvorschlag IV
- für die DVP der Wahlvorschlag VI

Die Wahlvorschläge III, V und VII konnten keiner Partei oder politischen Richtung zugeordnet werden.
Stimmenanteile der Parteien in Prozent
| Wahltag       | Wbt. | SPD  | DDP 1 | DNVP 2 | DVP 3 | HB  | KPD | NSDAP |
| ------------- | ---- | ---- | ----- | ------ | ----- | --- | --- | ----- |
| 416.02.1919 4 | 85,6 | 54,1 | 15,8  | 11,0   | 05,9  |     |     |       |
| 523.04.1922 5 | 82,4 | 43,9 | 04,9  | 10,2   | 14,6  | 7,3 |     |       |
| 603.05.1925 6 | 86,3 | 45,4 | 07,2  | DVP    | 34,4  | 8,4 | 2,1 |       |
| 729.04.1928 7 | 78,1 | 49,2 | 07,9  | 16,6   | 08,6  | 7,2 | 3,7 |       |
| 03.05.1931    | 87,1 | 44,6 | 05,1  | 10,1   | 05,5  |     | 6,4 | 26,9  |
| 05.03.1933    | 91,1 | 39,1 | 01,1  | 07,8   | 01,6  |     | 5,7 | 43,4  |

Sitzverteilung
| Jahr | Gesamt | SPD | DDP | DNVP | Wv III | DVP | LB | HB | USPD | NBl | NSDAP | KPD |
| ---- | ------ | --- | --- | ---- | ------ | --- | -- | -- | ---- | --- | ----- | --- |
| 1919 | 15     | 8   | 2   | 2    | 2      | 1   |    |    |      |     |       |     |
| 1922 | 15     | 7   | 1   | 2    |        | 2   | 1  | 1  | 1    |     |       |     |
| 1925 | 15     | 7   | 1   | DVP  |        | 6   |    | 1  |      |     |       |     |
| 1928 | 15     | 8   | 1   | 3    |        | 1   |    | 1  |      | 1   |       |     |
| 1931 | 15     | 7   | 1   | 1    |        | 1   |    |    |      |     | 4     | 1   |
| 1933 | 12     | 5   |     | 1    |        |     |    |    |      |     | 6     |     |

Fußnoten

### Schwarzburg-Rudolstadt, Schwarzburg-Sondershausen
→ Thüringische Länder

### Thüringen
Hinweis
Siehe die Anmerkungen zur Gründung des Landes Thüringen im folgenden Abschnitt Thüringische Länder.
Stimmenanteile der Parteien in Prozent
| Wahltag           | Wbt. | SPD  | USPD | DDP 1 | DNVP 2 | DVP 3 | KPD  | NSDAP 4 | WP  |
| ----------------- | ---- | ---- | ---- | ----- | ------ | ----- | ---- | ------- | --- |
| 1919 5            | 71,8 | 33,8 | 23,9 | 19,7  | 12,7   | 07,4  |      |         |     |
| 20.06.1920 (II) 6 | 71,2 | 20,4 | 27,9 | 07,3  | 06,9   | 15,8  | 01,2 |         |     |
| 711.09.1921 7     | 72,5 | 22,8 | 16,4 | 05,6  | 07,5   | 16,2  | 10,9 |         |     |
| 10.04.1924        | 89,4 | 23,1 |      | DVP   | DVP    | 48,0  | 18,4 | 09,3    |     |
| 830.01.1927 8     | 78,3 | 31,6 |      | 03,3  | 33,7   | DNVP  | 14,1 | 03,5    | 9,4 |
| 908.12.1929 9     | 74,9 | 32,3 |      | 02,9  | 04,0   | 08,8  | 10,7 | 11,3    | 9,6 |
| 1031.07.1932 10   | 84,3 | 24,3 |      | 01,9  | 03,2   | 01,8  | 16,1 | 42,5    | 1,1 |
| 05.03.1933        | 90,1 | 20,6 |      |       | 12,4   | 01,6  | 15,3 | 47,6    |     |

Sitzverteilung
| Jahr        | Ges. | SPD | USPD | DDP | DNVP | DVP  | BBd | LB | KPD | NS DAP | WP | VRP | CNBL | ThLB |
| ----------- | ---- | --- | ---- | --- | ---- | ---- | --- | -- | --- | ------ | -- | --- | ---- | ---- |
| 111919 11   | 42   | 15  | 10   | 9   | 6    | 2    |     |    |     |        |    |     |      |      |
| 121920 I 12 | 39   | 13  | 10   | 8   | 6    | 2    |     |    |     |        |    |     |      |      |
| II1920 II   | 53   | 11  | 15   | 4   | 4    | 8    | 11  |    |     |        |    |     |      |      |
| 1921        | 54   | 13  | 9    | 3   | 4    | 9    |     | 10 | 6   |        |    |     |      |      |
| 1924        | 72   | 17  |      | DVP | DVP  | 35   |     |    | 13  | 7      |    |     |      |      |
| 1927        | 56   | 18  |      | 2   | 19   | DNVP |     |    | 8   | 2      | 6  | 1   |      |      |
| 1929        | 53   | 18  |      | 1   | 2    | 5    |     |    | 6   | 6      | 6  |     | 9    |      |
| 1932        | 61   | 15  |      | 1   | 2    | 1    |     |    | 10  | 26     |    |     |      | 6    |
| 1933        | 60   | 13  |      |     | 8    |      |     |    | 10  | 29     |    |     |      |      |

Fußnoten

### Thüringische Länder
Anmerkungen zu Sachsen-Coburg-Gotha
Coburg und Sachsen-Gotha hielten getrennt Wahlen zu ihren Landesversammlungen ab. Diese tagten ab dem 31. März 1919 etwa für einen halben Monat gemeinsam. Beide Gebiete trennten sich per Staatsvertrag mit Wirkung vom 12. April 1919. Sachsen-Gotha beteiligte sich an der Bildung des neuen Landes Thüringen. Die wahlberechtigte Bevölkerung von Coburg nahm am 30. November 1919 an einer Abstimmung über den Verbleib ihres Landes teil. Da die Bevölkerung den Anschluss Coburgs an Thüringen nicht wünschte, wurde das Gebiet mit Wirkung vom 1. Juli 1920 in den Freistaat Bayern eingegliedert.
Anmerkungen zu Reuß
Die Landtage der beiden Freistaaten Reuß ältere Linie (Greiz) und Reuß jüngere Linie (Gera) bildeten ab dem 19. Februar 1919 den gemeinsamen Landtag des neu gebildeten Volksstaates Reuß, der am 4. April 1919 aus den beiden Freistaaten gebildet wurde.
Anmerkungen zu Thüringen
Die Länder Reuß, Sachsen-Altenburg, Sachsen-Gotha, Sachsen-Meiningen, Sachsen-Weimar-Eisenach, Schwarzburg-Rudolstadt und Schwarzburg-Sondershausen bildeten mit Wirkung vom 1. Mai 1920 das neue Land Thüringen. Bereits in der Zeit vom 23. Mai bis zum 4. Juli 1919 wurde von den Landtagen und Landesversammlungen der Gemeinschaft der thüringischen Staaten, an der auch Coburg beteiligt war, ein gemeinsamer Volksrat gewählt, der vom 16. Dezember 1919 bis zur ersten Landtagswahl am 20. Juni 1920 tätig war. Die drei Vertreter Coburgs gehörten diesem Volksrat ab dem 1. Mai 1920, dem Gründungstag Thüringens, nicht mehr an.
Stimmenanteile der Parteien in Prozent
| Land                      | Wahltag    | Wbt. | SPD  | USPD 1 | DDP 2 | DNVP | DVP 3 | BL   | BBd |
| ------------------------- | ---------- | ---- | ---- | ------ | ----- | ---- | ----- | ---- | --- |
| Coburg                    | 09.02.1919 | ?    | 58,6 |        | 41,4  | DDP  |       |      |     |
| Reuß ältere Linie (Greiz) | 02.02.1919 | 78,6 | 16,0 | 44,5   | 22,7  | 16,8 |       |      |     |
| Reuß jüngere Linie (Gera) | 02.02.1919 | 78,6 | USPD | 62,2   | 16,8  | DVP  | 21,0  |      |     |
| Reuß                      | 19.02.1919 | 78,6 | 05,3 | 56,3   | 18,7  | 05,6 | 14,1  |      |     |
| Sachsen-Altenburg         | 19.01.1919 | ?    | 56,0 | 02,5   | 24,3  | 17,0 |       |      |     |
| Sachsen-Altenburg         | 26.01.1919 | 79,4 | 58,5 |        | 24,6  | 16,8 |       |      |     |
| Sachsen-Gotha             | 25.02.1919 | 74,0 | 09,1 | 50,9   | 21,0  | DVP  | 15,0  |      | 3,9 |
| Sachsen-Gotha und Coburg  | 31.03.1919 | ?    | 23,5 | 36,1   | 27,0  |      | 10,6  |      | 2,8 |
| Sachsen-Meiningen         | 09.03.1919 | 68,2 | 52,2 | 07,6   | 15,4  | 18,3 | 06,4  |      |     |
| Sachsen-Weimar-Eisenach 4 | 09.03.1919 | 66,6 | 40,4 | 10,2   | 21,6  | 19,5 | 05,4  |      |     |
| Schwarzburg-Rudolstadt    | 16.03.1919 | 69,8 | 54,1 | 06,8   | 14,7  | DVP  | 10,7  | 13,6 |     |
| Schwarzburg-Sondershausen | 26.01.1919 | 71,7 | USPD | 62,8   | 16,0  | 15,3 |       | 05,8 |     |
| Thüringische Länder 5     | 1919       | 71,8 | 33,8 | 23,9   | 19,7  | 12,7 | 07,4  | 01,2 |     |

Sitzverteilung
| Land                      | Jahr          | Gesamt | SPD  | USPD 1 | DDP 2 | DNVP | DVP 3 | BL | BBd |
| ------------------------- | ------------- | ------ | ---- | ------ | ----- | ---- | ----- | -- | --- |
| Coburg                    | 1919 (9.2.)   | 11     | 7    |        | 4     | DDP  |       |    |     |
| Reuß ältere Linie (Greiz) | 1919 (2.2.)   | 15     | 2    | 7      | 4     | 2    |       |    |     |
| Reuß jüngere Linie (Gera) | 1919 (2.2.)   | 21     | USPD | 13     | 3     | DVP  | 5     |    |     |
| Reuß                      | 1919 (19.2.)  | 36     | 2    | 20     | 7     | 2    | 5     |    |     |
| Sachsen-Altenburg         | 1919 (26.01.) | 40     | 24   |        | 10    | 6    |       |    |     |
| Sachsen-Gotha             | 1919 (25.2.)  | 19     | 1    | 10     | 4     | DVP  | 3     |    | 1   |
| Sachsen-Gotha und Coburg  | 1919 (31.3.)  | 30     | 8    | 10     | 8     |      | 3     |    | 1   |
| Sachsen-Meiningen         | 1919          | 24     | 13   | 2      | 3     | 5    | 1     |    |     |
| Sachsen-Weimar-Eisenach   | 1919          | 42     | 16   | 5      | 10    | 10   | 1     |    |     |
| Schwarzburg-Rudolstadt    | 1919          | 17     | 11   |        | 3     | DVP  | 1     | 2  |     |
| Schwarzburg-Sondershausen | 1919          | 16     | USPD | 10     | 3     | 2    |       | 1  |     |
| Thüringische Länder I 6   | 1919          | 205    | 74   | 47     | 44    | 25   | 11    | 3  | 1   |
| Thüringische Länder II 7  | 1919          | 194    | 67   | 47     | 40    | 25   | 11    | 3  | 1   |

Fußnoten

### Waldeck
Hinweis
Der Freistaat Waldeck bestand aus den Landesteilen Waldeck und Pyrmont. Am 30. November 1921 wurde der Landesteil Pyrmont in die preußische Provinz Hannover eingegliedert und wurde dort Teil des Landkreises Hameln-Pyrmont. Am 1. Mai 1929 verlor auch der Landesteil Waldeck seine Selbstständigkeit. Er wurde als Landkreis Waldeck in die preußische Provinz Hessen-Nassau eingegliedert.
Stimmenanteile der Parteien in Prozent
| Wahltag       | Wbt. | SPD  | DNVP 1 | DDP  | DVP  | LB   |
| ------------- | ---- | ---- | ------ | ---- | ---- | ---- |
| 209.03.1919 2 | 64,3 | 30,4 | 23,2   | 21,2 | 7,1  |      |
| 321.05.1922 3 | 55,9 | 20,9 | 50,1   | 12,9 | DNVP |      |
| 417.05.1925 4 | 45,0 | 18,6 | 16,1   | 06,7 | 9,6  | 33,5 |

Sitzverteilung
| Jahr | Gesamt | SPD | DNVP | DDP | WldVB | DVP  | WVgg | USPD | LB | HB |
| ---- | ------ | --- | ---- | --- | ----- | ---- | ---- | ---- | -- | -- |
| 1919 | 21     | 7   | 6    | 4   | 3     | 1    |      |      |    |    |
| 1922 | 15     | 2   | 9    | 2   |       | DNVP | 1    | 1    |    |    |
| 1925 | 17     | 3   | 3    | 1   |       | 1    |      |      | 7  | 2  |

Fußnoten

### Württemberg
Stimmenanteile der Parteien in Prozent
| Wahltag       | Wbt. | SPD 1 | DDP 2 | DZP 3 | WBWB 4 | DNVP 5 | USPD | DVP 6 | KPD  | NSDAP 7 | CSVD 8 |
| ------------- | ---- | ----- | ----- | ----- | ------ | ------ | ---- | ----- | ---- | ------- | ------ |
| 12.01.1919    | 90,9 | 34,4  | 25,0  | 20,8  | 08,9   | 07,4   | 03,1 |       |      |         |        |
| 06.06.1920    | 77,1 | 16,1  | 14,7  | 22,5  | 17,7   | 09,3   | 13,2 | 3,4   | 03,0 |         |        |
| 04.05.1924    | 78,4 | 16,0  | 10,6  | 20,9  | 20,2   | 10,4   |      | 4,6   | 11,7 | 04,0    |        |
| 920.05.1928 9 | 69,7 | 23,8  | 10,1  | 19,6  | 18,1   | 05,7   |      | 5,2   | 07,4 | 01,8    | 3,9    |
| 24.04.1932    | 70,4 | 16,6  | 04,8  | 20,5  | 10,7   | 04,3   |      | 1,6   | 09,4 | 26,4    | 4,2    |
| 05.03.1933    | 85,7 | 15,0  | 03,2  | 16,9  | 05,4   | 05,2   |      |       | 09,3 | 42,0    | 2,2    |

Sitzverteilung
| Jahr | Gesamt | SPD | DDP | DZP | WBWB | DNVP | USPD | DVP | KPD | NSDAP | CSVD |
| ---- | ------ | --- | --- | --- | ---- | ---- | ---- | --- | --- | ----- | ---- |
| 1919 | 150    | 52  | 38  | 31  | 14   | 11   | 4    |     |     |       |      |
| 1920 | 101    | 17  | 15  | 23  | 18   | 10   | 14   | 4   |     |       |      |
| 1924 | 80     | 13  | 9   | 17  | 17   | 8    |      | 3   | 10  | 3     |      |
| 1928 | 80     | 22  | 8   | 17  | 16   | 4    |      | 4   | 6   |       | 3    |
| 1932 | 80     | 14  | 4   | 17  | 9    | 3    |      |     | 7   | 23    | 3    |
| 1933 | 60     | 9   | 1   | 10  | 3    | 3    |      |     | 6   | 26    | 2    |

Fußnoten

## Reichstagswahl im März 1933
Hinweis
Aufgrund der Ergebnisse der Reichstagswahl am 5. März 1933 wurde in allen Ländern mit Ausnahme Preußens, in dem am gleichen Tag eine Landtagswahl stattfand, die Zusammensetzung der Landtage geändert. Aus Vergleichsgründen werden hier alle Ergebnisse (ohne die Sitzverteilung) der Parteien, die mindestens 1,95 Prozent der gültigen Stimmen auf sich vereinigen konnten, aufgelistet.
Tabelle
| Land                 | Wbt  | NSDAP | SPD  | KPD  | DZP 1  | DNVP 2 | DVP   | CSVD 3 | DDP 4 |
| -------------------- | ---- | ----- | ---- | ---- | ------ | ------ | ----- | ------ | ----- |
| Anhalt               | 93,8 | 46,1  | 30,8 | 11,4 | 01,3   | 08,4   | 1,1   |        |       |
| Baden                | 85,3 | 45,4  | 11,9 | 09,7 | 25,4   | 03,6   | 1,0   | 1,3    | 1,5   |
| Bayern 5             | 88,4 | 43,1  | 15,5 | 06,3 | 27,2   | 04,1   |       |        |       |
| Braunschweig         | 92,0 | 49,0  | 30,5 | 08,8 | 01,7   | 07,6   | 1,4   |        |       |
| Bremen               | 89,2 | 32,7  | 30,3 | 13,2 | 02,3   | 14,5   | 5,4   |        | 1,0   |
| Hamburg              | 88,4 | 38,8  | 26,9 | 17,6 | 01,9   | 08,0   | 2,4   |        | 3,5   |
| Hessen               | 90,6 | 47,4  | 21,7 | 10,9 | 13,6   | 02,9   | 1,7   | 1,0    |       |
| Lippe                | 88,8 | 47,1  | 28,0 | 08,2 | 02,4   | 06,9   | 3,1   | 3,7    |       |
| Lübeck               | 92,0 | 42,8  | 38,3 | 08,2 | 01,1   | 05,6   | 2,5   |        | 1,0   |
| Mecklenburg-Schwerin | 88,5 | 48,5  | 24,5 | 07,3 |        | 16,8   | 1,1   |        |       |
| Mecklenburg-Strelitz | 87,0 | 51,6  | 22,6 | 07,1 |        | 15,9   |       |        |       |
| Oldenburg            | 88,6 | 46,5  | 18,2 | 06,4 | 14,8   | 11,4   | 01,13 |        | 01,10 |
| Preußen              | 88,7 | 43,7  | 17,0 | 13,2 | 14,2   | 09,1   | 1,0   |        |       |
| Sachsen              | 91,6 | 45,0  | 26,3 | 16,5 | 001,23 | 06,5   | 1,8   | 1,5    | 01,22 |
| Schaumburg-Lippe     | 91,1 | 43,4  | 39,1 | 05,7 |        | 07,8   | 1,6   |        | 1,1   |
| Thüringen            | 90,1 | 47,6  | 20,6 | 15,3 | 01,2   | 12,4   | 1,6   |        |       |
| Württemberg 6        | 85,7 | 42,0  | 15,0 | 09,3 | 16,9   | 05,2   |       | 2,2    | 3,2   |
| Gesamtergebnis 7     | 88,7 | 43,9  | 18,3 | 12,3 | 14,0   | 08,0   | 1,1   | 1,0    |       |

Fußnoten

## Zusammengefasste Sitzverteilung aller Landtage
Hinweis
Die Tabelle gibt die Sitzverteilung bei allen Landtagswahlen zu dem jeweiligen Stichtag, bei dem es sich um den 1. Januar eines jeden Jahres handelt, wieder. Es werden nur die Parteien aufgeführt, die mindestens zwei Prozent aller Landtagssitze erhalten haben.
Tabelle
| Jahr    | SPD  | DDP  | DZP    | DNVP | USPD | DVP  | BVP | KPD    | NSDAP | HVB | WP  |
| ------- | ---- | ---- | ------ | ---- | ---- | ---- | --- | ------ | ----- | --- | --- |
| 1920    | 39,3 | 21,4 | 10,5   | 07,6 | 06,8 | 05,7 | 3,7 |        |       |     |     |
| 1921    | 32,9 | 15,6 | 10,7   | 09,7 | 10,9 | 09,3 | 3,9 |        |       |     |     |
| 1922    | 28,7 | 10,9 | 010,02 | 11,7 | 09,1 | 13,2 | 3,9 | 005,01 |       |     |     |
| 1923    | 29,1 | 10,9 | 09,8   | 12,0 | 07,9 | 13,4 | 4,0 | 05,4   |       |     |     |
| 1924    | 29,3 | 10,8 | 09,8   | 12,8 | 06,1 | 13,3 | 4,0 | 06,7   |       |     |     |
| 11925 1 | 28,7 | 07,9 | 09,8   | 15,6 |      | 13,0 | 2,8 | 09,8   | 04,7  |     |     |
| 1926    | 28,7 | 07,5 | 09,5   | 15,3 |      | 13,8 | 2,9 | 09,8   | 04,9  |     |     |
| 1927    | 29,1 | 07,1 | 09,7   | 14,6 |      | 13,5 | 2,9 | 09,5   | 04,1  | 2,3 | 1,7 |
| 21928 2 | 30,8 | 06,5 | 09,9   | 14,7 |      | 11,5 | 2,9 | 09,4   | 03,2  | 2,3 | 2,3 |
| 1929    | 33,7 | 06,2 | 08,8   | 12,8 |      | 10,3 | 2,9 | 09,7   | 02,0  | 2,3 | 3,0 |
| 1930    | 33,8 | 06,0 | 09,2   | 11,5 |      | 10,4 | 2,9 | 09,7   | 03,1  | 1,8 | 2,8 |
| 31931 3 | 32,8 | 05,4 | 09,2   | 11,4 |      | 09,0 | 2,9 | 09,9   | 06,2  | 1,8 | 2,9 |
| 1932    | 31,1 | 04,5 | 09,1   | 10,4 |      | 07,3 | 2,9 | 10,9   | 11,8  | 1,8 | 2,8 |
| 1933    | 26,3 | 03,0 | 09,0   | 05,7 |      | 04,4 | 2,9 | 10,9   | 32,5  |     | 1,0 |
| 41933 4 | 22,1 |      | 07,9   | 08,8 |      | 01,1 | 2,2 | 11,9   | 44,3  |     |     |

Fußnoten

## Erfolgreichste Parteien
Hinweis
Die Partei, die relativ die meisten Stimmen bei der jeweiligen Wahl erhalten hat, wird aufgeführt. Das Jahr 1930 wird nicht aufgelistet, weil in diesem Jahr keine Veränderung stattfand.
Tabelle
| Jahr | Anzahl | SPD | BVP | DDP | DZP | DVP | USPD | DNVP | LB | HVB | NSDAP |
| ---- | ------ | --- | --- | --- | --- | --- | ---- | ---- | -- | --- | ----- |
| 1919 | 18     | 15  | 1   | 1   | 1   |     |      |      |    |     |       |
| 1920 | 18     | 11  | 1   |     | 2   | 2   | 2    |      |    |     |       |
| 1921 | 18     | 12  | 1   |     | 2   | 3   |      |      |    |     |       |
| 1922 | 18     | 11  | 1   |     | 2   | 3   |      | 1    |    |     |       |
| 1923 | 18     | 12  | 1   |     | 2   | 1   |      | 2    |    |     |       |
| 1924 | 18     | 11  | 1   |     | 2   | 1   |      | 3    |    |     |       |
| 1925 | 18     | 10  | 1   |     | 2   | 2   |      | 2    | 1  |     |       |
| 1926 | 18     | 10  | 1   |     | 2   | 2   |      | 1    | 1  | 1   |       |
| 1927 | 18     | 11  | 1   |     | 2   | 1   |      | 1    | 1  | 1   |       |
| 1928 | 18     | 13  | 1   |     | 1   |     |      | 1    | 1  | 1   |       |
| 1929 | 17     | 14  | 1   |     | 1   |     |      | 1    |    |     |       |
| 1931 | 17     | 12  | 1   |     | 1   |     |      | 1    |    |     | 2     |
| 1932 | 17     | 6   | 1   |     | 1   |     |      | 1    |    |     | 8     |
| 1933 | 17     |     |     |     |     |     |      |      |    |     | 17    |

## Parteien, die in mindestens drei Landesparlamenten vertreten waren
Hinweise
Der Stichtag ist jeweils der 1. Januar eines jeden Jahres. Parteien, die im jeweiligen Jahr in allen Ländern vertreten sind, werden farblich gekennzeichnet.
Die Änderungen bei der Anzahl der Länder sind auf die folgenden Ereignisse zurückzuführen:
- 4. April 1919: Zusammenschluss der beiden Länder Reuß ä. L. und Reuß j. L. zum Volksstaat Reuß;
 Verringerung der Gesamtzahl der Länder von 24 auf 23
- 12. April 1919: Teilung des Landes Sachsen-Coburg-Gotha und Bildung der Länder Coburg und Sachsen-Gotha;
 Erhöhung der Gesamtzahl der Länder von 23 auf 24
- 1. Mai 1920: Bildung des Landes Thüringen aus den bisherigen Ländern Reuß, Sachsen-Gotha, Sachsen-Meiningen, Sachsen-Weimar-Eisenach, Schwarzburg-Rudolstadt und Schwarzburg-Sondershausen;
 Verringerung der Gesamtzahl der Länder von 24 auf 19
- 1. Juli 1920: Eingliederung des Landes Sachsen-Coburg in den Freistaat Bayern;
 Verringerung der Gesamtzahl der Länder von 19 auf 18
- In den Ländern Thüringens wurde in der Zeit vom 23. Mai bis zum 4. Juli 1919 von den Landtagen und Landesversammlungen der Gemeinschaft der thüringischen Staaten gewählt. Er tagte vom 16. Dezember 1919 bis zum 11. Juni 1920. Die Vertreter Coburgs gehörten dem Volksrat nur bis zum 30. April 1920, dem Tag vor der Bildung des Landes Thüringen, an. Ihre Mandate entfielen danach. In der folgenden Liste werden die Parteien mit Volksrat-Mandaten im Jahr 1920 berücksichtigt. Die Parteien in den Parlamenten der thüringischen Länder bleiben unberücksichtigt. Als Anzahl der Länder wird im Jahr 1920 die Zahl 18 angegeben.
- 30. November 1921: Eingliederung des Landesteils Pyrmont des Freistaats Waldeck in die preußische Provinz Hannover
- 1. Mai 1929: Auflösung des Freistaats Waldeck und Eingliederung des verbliebenen Landesteils in die preußische Provinz Hessen-Nassau;
 Verringerung der Gesamtzahl der Länder von 18 auf 17

Tabelle
| Jahr    | Anzahl | SPD | DDP | DNVP | USPD | DVP | DZP | KPD | LB | NSDAP | WP | VRP | CNBL | CSVD |
| ------- | ------ | --- | --- | ---- | ---- | --- | --- | --- | -- | ----- | -- | --- | ---- | ---- |
| 1920    | 18     | 18  | 18  | 15   | 11   | 9   | 7   | 1   |    |       |    |     |      |      |
| 1921    | 18     | 18  | 18  | 16   | 13   | 13  | 6   | 3   | 1  |       |    |     |      |      |
| 1922    | 18     | 18  | 18  | 15   | 13   | 15  | 6   | 11  | 3  |       | 2  |     |      |      |
| 1923    | 18     | 18  | 18  | 15   | 14   | 14  | 6   | 11  | 4  |       | 2  |     |      |      |
| 1924    | 18     | 18  | 18  | 16   | 11   | 15  | 6   | 13  | 3  | 2     | 2  |     |      |      |
| 1925    | 18     | 18  | 17  | 15   | 3    | 16  | 8   | 16  | 1  | 12    | 2  |     |      |      |
| 1926    | 18     | 18  | 17  | 13   |      | 17  | 8   | 15  | 2  | 13    | 2  |     |      |      |
| 1927    | 18     | 18  | 17  | 13   |      | 17  | 9   | 15  | 2  | 13    | 4  | 2   |      |      |
| 1928    | 18     | 18  | 18  | 13   |      | 16  | 9   | 15  | 2  | 11    | 5  | 5   |      |      |
| 1929    | 18     | 18  | 17  | 15   |      | 16  | 8   | 16  | 3  | 10    | 7  | 5   | 2    | 1    |
| 1930    | 17     | 17  | 16  | 14   |      | 15  | 8   | 16  | 2  | 12    | 7  | 3   | 4    | 2    |
| 1931    | 17     | 17  | 16  | 14   |      | 15  | 8   | 16  | 2  | 13    | 8  | 3   | 4    | 3    |
| 1932    | 17     | 17  | 16  | 15   |      | 15  | 8   | 17  | 1  | 15    | 7  | 1   | 4    | 5    |
| 1933    | 17     | 17  | 14  | 16   |      | 14  | 8   | 17  | 2  | 16    | 4  | 1   | 2    | 5    |
| 11933 1 | 17     | 17  | 4   | 17   |      | 5   | 7   | 16  |    | 17    |    |     |      | 4    |

Fußnote

## Die besten Wahlergebnisse der wichtigsten Parteien

### SPD
| Platz | %    | Jahr | Partei | Land                   |
| ----- | ---- | ---- | ------ | ---------------------- |
| 1     | 58,6 | 1919 | SPD    | Coburg                 |
| 2     | 58,5 | 1919 | SPD    | Sachsen-Altenburg      |
| 3     | 58,0 | 1918 | SPD    | Anhalt                 |
| 4     | 54,1 | 1919 | SPD    | Schaumburg-Lippe       |
| 4     | 54,1 | 1919 | SPD    | Schwarzburg-Rudolstadt |
| 6     | 52,5 | 1919 | SPD    | Lübeck                 |
| 7     | 52,2 | 1919 | SPD    | Sachsen-Meiningen      |
| 8     | 50,5 | 1919 | SPD    | Hamburg                |
| 9     | 50,2 | 1918 | SPD    | Mecklenburg-Strelitz   |
| 10    | 50,1 | 1919 | SPD    | Lippe                  |
| 11    | 49,2 | 1928 | SPD    | Schaumburg-Lippe       |
| 12    | 48,7 | 1921 | SPD    | Lübeck                 |
| 13    | 48,6 | 1919 | SPD    | Mecklenburg-Strelitz   |
| 14    | 47,9 | 1919 | SPD    | Mecklenburg-Schwerin   |
| 15    | 46,2 | 1927 | SPD    | Braunschweig           |

### NSDAP
| Platz | %    | Jahr    | Partei | Land                 |
| ----- | ---- | ------- | ------ | -------------------- |
| 1     | 51,6 | 1933    | NSDAP  | Mecklenburg-Strelitz |
| 2     | 49,0 | 1932    | NSDAP  | Mecklenburg-Schwerin |
| 2     | 49,0 | 1933    | NSDAP  | Braunschweig         |
| 4     | 48,5 | 1933    | NSDAP  | Mecklenburg-Schwerin |
| 5     | 48,4 | 1932    | NSDAP  | Oldenburg            |
| 6     | 47,6 | 1933    | NSDAP  | Thüringen            |
| 7     | 47,4 | 1933    | NSDAP  | Hessen               |
| 8     | 47,1 | 1933 II | NSDAP  | Lippe                |
| 9     | 46,5 | 1933    | NSDAP  | Oldenburg            |
| 10    | 46,1 | 1933    | NSDAP  | Anhalt               |
| 11    | 45,4 | 1933    | NSDAP  | Baden                |
| 12    | 45,0 | 1933    | NSDAP  | Sachsen              |
| 13    | 44,0 | 1932    | NSDAP  | Hessen               |
| 14    | 43,4 | 1933    | NSDAP  | Schaumburg-Lippe     |
| 15    | 43,2 | 1933    | NSDAP  | Preußen              |

### DDP
| Platz | %    | Jahr | Partei | Land                    |
| ----- | ---- | ---- | ------ | ----------------------- |
| 1     | 51,4 | 1919 | VVBP   | Mecklenburg-Strelitz    |
| 2     | 41,4 | 1919 | BEL    | Coburg                  |
| 3     | 39,9 | 1918 | VLP    | Mecklenburg-Strelitz    |
| 4     | 36,3 | 1919 | DDP    | Lübeck                  |
| 5     | 34,0 | 1918 | DDP    | Anhalt                  |
| 6     | 31,1 | 1919 | DDP    | Oldenburg               |
| 6     | 31,1 | 1921 | BPL    | Lübeck                  |
| 8     | 27,3 | 1919 | DDP    | Mecklenburg-Schwerin    |
| 9     | 25,0 | 1919 | DDP    | Württemberg             |
| 10    | 24,6 | 1919 | DDP    | Sachsen-Altenburg       |
| 11    | 22,9 | 1919 | DDP    | Sachsen                 |
| 12    | 22,8 | 1919 | DDP    | Baden                   |
| 13    | 22,7 | 1919 | DDP    | Reuß ä. L.              |
| 14    | 21,8 | 1918 | DDP    | Braunschweig            |
| 15    | 21,6 | 1919 | DDP    | Sachsen-Weimar-Eisenach |

### DNVP
| Platz | %    | Jahr | Partei | Land                 |
| ----- | ---- | ---- | ------ | -------------------- |
| 1     | 50,1 | 1922 | WLWV   | Waldeck              |
| 2     | 44,6 | 1929 | ENM    | Mecklenburg-Schwerin |
| 3     | 33,7 | 1927 | EL     | Thüringen            |
| 4     | 31,0 | 1932 | DNVP   | Mecklenburg-Strelitz |
| 5     | 28,9 | 1924 | DNVP   | Mecklenburg-Schwerin |
| 6     | 25,4 | 1925 | DNVP   | Lippe                |
| 7     | 24,1 | 1923 | DNVP   | Mecklenburg-Strelitz |
| 8     | 23,7 | 1924 | DNVP   | Preußen              |
| 9     | 23,2 | 1919 | DNVP   | Waldeck              |
| 10    | 22,8 | 1921 | DNVP   | Lippe                |
| 10    | 22,8 | 1927 | DNVP   | Mecklenburg-Strelitz |
| 12    | 22,6 | 1926 | DNVP   | Mecklenburg-Schwerin |
| 13    | 22,3 | 1919 | DNVP   | Lippe                |
| 14    | 22,2 | 1921 | DNVP   | Mecklenburg-Schwerin |
| 15    | 22,1 | 1920 | DNVP   | Mecklenburg-Schwerin |

### DVP
| Platz | %    | Jahr    | Partei | Land             |
| ----- | ---- | ------- | ------ | ---------------- |
| 1     | 38,8 | 1924 II | VG     | Anhalt           |
| 2     | 38,0 | 1922    | LWV    | Braunschweig     |
| 3     | 37,3 | 1920    | LWV    | Braunschweig     |
| 4     | 34,6 | 1925    | LBl    | Oldenburg        |
| 5     | 34,4 | 1925    | EL     | Schaumburg-Lippe |
| 6     | 28,8 | 1927    | EL     | Bremen           |
| 7     | 26,2 | 1918    | LWV    | Braunschweig     |
| 8     | 26,0 | 1930    | BEL    | Braunschweig     |
| 9     | 25,2 | 1921    | DVP    | Bremen           |
| 10    | 22,4 | 1923    | DVP    | Bremen           |
| 11    | 21,7 | 1920    | DVP    | Bremen           |
| 12    | 21,0 | 1919    | DVP    | Reuß j. L.       |
| 13    | 20,7 | 1923    | DVP    | Oldenburg        |
| 14    | 20,2 | 1924    | DVP    | Bremen           |
| 15    | 19,6 | 1921    | DVP    | Lippe            |

### DZP
| Platz | %    | Jahr | Partei | Land        |
| ----- | ---- | ---- | ------ | ----------- |
| 1     | 37,9 | 1921 | DZP    | Baden       |
| 2     | 36,8 | 1925 | DZP    | Baden       |
| 3     | 36,7 | 1929 | DZP    | Baden       |
| 4     | 36,6 | 1919 | DZP    | Baden       |
| 5     | 25,4 | 1933 | DZP    | Baden       |
| 6     | 24,4 | 1925 | DZP    | Oldenburg   |
| 7     | 22,5 | 1920 | WZP    | Württemberg |
| 8     | 22,0 | 1919 | DZP    | Oldenburg   |
| 9     | 20,9 | 1924 | WZP    | Württemberg |
| 10    | 20,8 | 1919 | WZP    | Württemberg |
| 11    | 20,6 | 1919 | DZP    | Preußen     |
| 12    | 20,5 | 1932 | WZP    | Württemberg |
| 13    | 20,4 | 1923 | DZP    | Oldenburg   |
| 14    | 20,2 | 1920 | DZP    | Oldenburg   |
| 15    | 19,6 | 1928 | WZP    | Württemberg |

### KPD
| Platz | %    | Jahr | Partei | Land                 |
| ----- | ---- | ---- | ------ | -------------------- |
| 1     | 21,9 | 1931 | KPD    | Hamburg              |
| 2     | 20,4 | 1923 | KPD    | Mecklenburg-Strelitz |
| 3     | 18,4 | 1924 | KPD    | Thüringen            |
| 4     | 17,6 | 1933 | KPD    | Hamburg              |
| 5     | 17,0 | 1927 | KPD    | Hamburg              |
| 6     | 16,6 | 1928 | KPD    | Hamburg              |
| 7     | 16,5 | 1933 | KPD    | Sachsen              |
| 8     | 16,1 | 1932 | KPD    | Thüringen            |
| 9     | 16,0 | 1923 | KPD    | Bremen               |
| 9     | 16,0 | 1932 | KPD    | Hamburg              |

## Die besten Wahlergebnisse der übrigen Parteien
| Platz | %    | Jahr | Partei | Land                      |
| ----- | ---- | ---- | ------ | ------------------------- |
| 1     | 62,8 | 1919 | USPD   | Schwarzburg-Sondershausen |
| 2     | 62,2 | 1919 | USPD   | Reuß j. L.                |
| 3     | 50,9 | 1919 | USPD   | Sachsen-Gotha             |
| 4     | 44,5 | 1919 | USPD   | Reuß ä. L.                |
| 5     | 44,4 | 1926 | HVB    | Lübeck                    |
| 6     | 39,4 | 1920 | BVP    | Bayern                    |
| 7     | 37,3 | 1920 | USPD   | Braunschweig              |
| 8     | 35,5 | 1929 | HVB    | Lübeck                    |
| 9     | 35,0 | 1919 | BVP    | Bayern                    |
| 10    | 32,8 | 1924 | BVP    | Bayern                    |
| 11    | 32,6 | 1932 | BVP    | Bayern                    |
| 12    | 31,6 | 1928 | BVP    | Bayern                    |
| 13    | 30,7 | 1920 | USPD   | Bremen                    |
| 14    | 27,9 | 1920 | USPD   | Thüringen                 |
| 15    | 27,6 | 1922 | USPD   | Braunschweig              |

Das beste Ergebnis einer weiteren der übrigen Parteien erzielte 1924 der WBWB in Württemberg mit 20,2 %.

## Zusammengefasste Sitzverteilung aller überregionalen Parlamente
Hinweis
Die Tabelle gibt die Sitzverteilung bei allen überregionalen Wahlen (Reichstagswahlen und Landtagswahlen) zu dem jeweiligen Stichtag, bei dem es sich um den 1. Januar eines jeden Jahres handelt, wieder. Es werden nur die Parteien aufgeführt, die mindestens 1,95 Prozent aller Sitze erhalten haben.
Tabelle
| Jahr    | SPD  | DDP  | DZP      | DNVP | USPD | DVP    | BVP | KPD      | NSDAP | WP  |
| ------- | ---- | ---- | -------- | ---- | ---- | ------ | --- | -------- | ----- | --- |
| 1920    | 39,3 | 20,7 | 12,6     | 08,1 | 06,5 | 05,4   | 3,0 |          |       |     |
| 1921    | 31,0 | 14,3 | 11,5     | 10,7 | 12,3 | 10,2   | 4,0 |          |       |     |
| 11922 1 | 27,4 | 10,4 | 11,0     | 12,5 | 11,0 | 13,4   | 4,0 | 04,1     |       |     |
| 1923    | 27,7 | 10,4 | 10,7     | 12,5 | 10,2 | 13,6   | 4,0 | 04,4     |       |     |
| 1924    | 27,8 | 10,3 | 10,7     | 13,2 | 08,8 | 13,5   | 4,0 | 05,4     |       |     |
| 1925    | 28,2 | 07,6 | 10,8     | 17,2 |      | 12,4   | 3,1 | 09,7     | 04,3  | 1,1 |
| 1926    | 28,2 | 07,3 | 10,6     | 17,0 |      | 13,0   | 3,1 | 09,7     | 04,4  | 1,2 |
| 1927    | 28,5 | 07,0 | 10,7     | 16,5 |      | 12,7   | 3,1 | 09,4     | 03,8  | 1,9 |
| 21928 2 | 29,8 | 06,5 | 10,9     | 16,6 |      | 11,2   | 3,1 | 09,3     | 03,1  | 2,3 |
| 1929    | 33,2 | 05,9 | 09,7     | 13,5 |      | 010,02 | 3,0 | 010,02   | 02,2  | 3,4 |
| 31930 3 | 33,2 | 05,7 | 0010,000 | 12,5 |      | 10,1   | 3,0 | 0010,000 | 03,0  | 3,3 |
| 1931    | 30,7 | 04,9 | 009,96   | 10,4 |      | 08,0   | 3,0 | 10,8     | 09,5  | 3,2 |
| 1932    | 29,4 | 04,2 | 09,8     | 09,7 |      | 06,8   | 3,0 | 11,5     | 13,6  | 3,1 |
| 1933    | 24,8 | 02,2 | 09,9     | 06,7 |      | 03,7   | 3,0 | 12,6     | 32,8  |     |
| 41933 4 | 21,0 |      | 09,0     | 08,6 |      |        | 2,4 | 12,1     | 44,3  |     |

Fußnoten